# Home Alone 2: Lost in New York
Home Alone 2: Lost in New York is een Amerikaanse speelfilm uit 1992 onder regie van Chris Columbus. Het is een vervolg op de film Home Alone uit 1990.

## Verhaal
De familie McCallister bereidt zich voor op de kerst in Miami, Florida. Kevin McCallister, de jongste zoon van Peter en Kate, constateert dat er in Miami geen kerstbomen zijn. Peter komt de kamer in en vraagt naar de batterij van de videocamera. Kate wijst hem op de oplader. Peter pakt de batterij maar trekt per ongeluk ook de stekker van de wekkerradio eruit, die daardoor gereset wordt.
Tijdens het kerstconcert op school vernedert Kevins oudere broer Buzz hem tijdens zijn solo, waarop Kevin hem tegen zijn schouder stompt. Later biedt Buzz excuses aan Kevin en de rest van de familie, maar Buzz fluistert aan Kevin: "Overtref dat maar eens, vies visruikertje." Kevin weigert zich te verontschuldigen en herhaalt ook zijn afkeer van het besluit dat de familie naar Miami gaat met kerst. Zijn ouders sturen hem naar boven. Nadat hij naar de slaapkamer op de derde verdieping van het huis is gestormd, wenst hij dat hij zijn eigen geld had, zodat hij zelf op vakantie kon gaan. Als Kate hem herinnert aan zijn wens van de laatste keer om thuis op zichzelf te zijn, en zegt dat het dit jaar misschien weer lukt, zegt hij "Ik hoop het!" 
De McCallisters worden laat wakker op de dag van de vlucht ten gevolge van Peters resetten van de klok. Het gezin vertrekt haastig naar Chicago O'Hare International Airport voor een vlucht naar Miami International Airport. Terwijl Kevin batterijen zoekt in de tas van Peter voor zijn Talkboy, volgt hij een man die dezelfde jas draagt als zijn vader Peter. Deze man haast zich echter naar een vlucht naar LaGuardia Airport in New York. Eenmaal aangekomen in Miami beseffen de McCallisters dat Kevin niet op de vlucht naar Miami zat. Kate valt flauw wanneer ze dit beseft. 
Intussen hebben de criminelen Harry en Marv zich in een Lyme Merchants vrachtwagen verstopt op weg naar New York. Ze zijn ontsnapt uit de gevangenis in Chicago. Marv stelt Harry voor hun naam te veranderen van de "Wet Bandits" naar de "Sticky Bandits", naar het gebruik van dubbelzijdig plakband om kleingeld te stelen van een Kerstman-imitator die met een ketel in de stad staat en daarin geld ophaalt. De bandieten besluiten in te breken in Duncan's Toy Chest, een grote speelgoedwinkel in de stad. 
Kevin wandelt door Central Park en wordt opgeschrikt door de verschijning van een zwerfster die omgaat met duiven. Hij besluit om in het Plaza Hotel te verblijven, dat vermeld werd op een prijzenshow de avond ervoor. In de tas van zijn vader vindt hij een creditcard en checkt daarmee in in het Plaza. De volgende dag gaat Kevin op tour door de stad en bezoekt de speelgoedwinkel Duncan's Toy Chest en ontmoet de heer Duncan zelf. Die vertelt aan Kevin dat de opbrengst van de kerstverkoop naar het kinderziekenhuis gaat. Nadat Kevin zelf geld doneert, geeft de heer Duncan Kevin uit dankbaarheid een paar keramische tortelduiven uit de kerstboom bij de kassa, en adviseert hem om er één te houden en de andere te geven aan een persoon om wie hij veel geeft. Als hij weer buiten de zaak is, loopt hij Harry en Marv tegen het lijf. Kevin vlucht naar het hotel. Inmiddels heeft de heer Hector, de conciërge van het hotel, ontdekt dat de creditcard die Kevin gebruikt inmiddels als gestolen vermeld staat en confronteert Kevin over de creditcard. Kevin ontsnapt, maar loopt in de handen van Marv en Harry. Zij maken hem uiteindelijk zijn vliegtickets afhandig. Uit slimheid maakt Kevin gebruik van zijn Talkboy om de plannen van de komende inbraak in de speelgoedwinkel op cassette op te nemen als toekomstig bewijsmateriaal. Uiteindelijk ontvlucht hij de boeven door zich te verstoppen in een mand achter op een ouderwetse reiskoets die op een plein gereed staat.
In een eenkamermotel in Miami ontvangen de McCallisters van de politie een bericht dat Kevin is gevonden met behulp van Peters creditcard en vervolgens gevlucht is. De familie vertrekt direct naar New York en eenmaal in het Plaza, worden Peter en Kate boos op het personeel, omdat ze Kevin hebben laten gaan. De directrice verontschuldigt zich en biedt de familie een royale suite aan, op kosten van het huis. Kate besluit om Kevin te zoeken, tegen het advies van Peter en het personeel, New York is immers erg groot.
Kevin gaat naar het huis van zijn oom Rob en tante Georgette, die in New York wonen. Het huis blijkt te worden gerenoveerd en zijn oom en tante zijn dan ook niet thuis. Terwijl hij ronddwaalt in Central Park, loopt hij de meest vreemde personen tegen het lijf, onder wie uiteindelijk de duivenvrouw. Op het moment dat hij zich rot schrikt en weg wil rennen zit zijn voet vast tussen een rots. Nadat de vrouw hem heeft bevrijd beseft Kevin dat de vrouw geen kwaad in de zin heeft en best aardig is. Vervolgens kijken zij naar een kerstconcert vanaf een zolder boven de Carnegie Hall. Kevin hoort hoe haar leven uit elkaar is gevallen, hoe ze ermee is omgegaan door het verzorgen van de duiven in het park. Hij belooft haar niet te vergeten, maar ze zegt dat hij niets moet beloven wat hij niet waar kan maken. Als hij langs het kinderziekenhuis loopt, en een kind vanachter een raam naar hem zwaait, weet Kevin wat hij moet gaan doen: de boeven vangen. Kevin keert terug naar het huis van oom Rob, vindt een weg naar binnen en maakt een reeks van boobytraps door het hele huis. Net nadat Kevin het huis binnen is gegaan heeft zijn moeder poolshoogte genomen bij het huis, om te kijken of Kevin daar ergens rondhangt, maar liep ze hem net mis waardoor ze weer verder in New York gaat zoeken.
Na het klaarzetten van de boobytraps komt Kevin bij de etalage van de speelgoedwinkel, en ontdekt daar volgens afspraak de inbrekers Harry en Marv, hij maakt foto's van de bandieten en gooit het raam van de winkel in met een steen met daaraan een brief voor de heer Duncan, waardoor het alarm afgaat. De bandieten vullen hun zakken met een deel van het geld, tuimelen in enkele andere boobytraps die voor de speelgoedwinkel zijn klaargelegd en volgen Kevin naar het huis van oom Rob waar ze worden geteisterd door de vele boobytraps in het huis waar Marv haast geëlektrocuteerd wordt en Harry zijn hoofd in brand wordt gezet door een gasbrander. Kevin is daarna het huis uit gevlucht met de wraakzuchtige bandieten achter zich aan. Kevin belt tijdens zijn vlucht 911 vanuit een telefooncel, meldt dat de inbrekers van Duncan's Toy Chest in Central Park zijn en zegt dat ze bedacht moeten zijn op vuurwerk in het park. De bandieten weten Kevin te pakken na zijn val over een bevroren stuk trottoir en nemen hem naar Central Park, waar ze besluiten hem te vermoorden. Als de duivenvrouw hen ontdekt, gooit ze het vogelzaad voor de duiven op de bandieten. Die worden daardoor aangevallen door honderden duiven, waardoor Kevin kan ontsnappen. Kort erna steekt Kevin het vuurwerk af, de politie heeft het signaal opgepakt en de boeven worden gearresteerd en het gestolen geld wordt teruggehaald. Bovendien vindt de politie Kevins foto's en de cassette uit de Talkboy, als bewijs tegen het tweetal. Bij de speelgoedwinkel vindt de heer Duncan Kevins aantekening over de gebroken ruit en realiseert hij zich dat "Kevin" de jongen is aan wie hij de tortelduiven had gegeven en ook zijn rol in het oppakken van de bandieten en het terugbrengen van het gestolen geld.
Ondertussen is Kate op zoek naar Kevin op Times Square, en komt twee politieagenten in een auto tegen. Kate herinnert zich Kevins voorliefde voor kerstbomen waar de familie met kerst altijd omheen stond en vraagt de politie om haar naar het Rockefeller Center te brengen, waar de grootste kerstboom van New York staat. Ze vindt Kevin uiteindelijk aan de voorkant van de boom op Rockefeller Center. Ze bieden hun excuses aan en keren terug naar het hotel.
Op eerste kerstdag, 's morgens vroeg, komt een vrachtwagen van Duncan voorrijden bij het Plaza en levert een vracht cadeautjes voor Kevin en zijn familie. Buzz houdt een speech voor de familie en zegt dat de giften er niet waren geweest en ze nu niet in een prachtig hotel zouden zitten, als Kevin niet op de verkeerde vlucht ging. Dus besluit hij om Kevin als eerste een cadeau te laten openen als een teken van verzoening. Terwijl iedereen bezig is met het openmaken van hun cadeautjes, gaat Kevin naar de duivenvrouw om haar de tweede tortelduif te geven, die de heer Duncan hem gaf, en herhaalt zijn belofte, ze weet dat ze Kevin kan vertrouwen. Ondertussen ontvangt Buzz Kevins roomservice-factuur van zijn oorspronkelijke verblijf, een rekening van 967,43 dollar. Buzz toont hem aan Peter, en die roept Kevin vanaf het hotel: "Kevin! Je hebt 967 dollar uitgegeven aan roomservice!". Kevin schrikt en rent weg, waarna de film eindigt.

## Rolverdeling
| Acteur                 | Personage                            |
| ---------------------- | ------------------------------------ |
| Macaulay Culkin        | Kevin McCallister                    |
| Joe Pesci              | Harry Lime                           |
| Daniel Stern           | Marv Merchants                       |
| Brenda Fricker         | Duivenvrouw                          |
| Catherine O'Hara       | Kate McCallister                     |
| John Heard             | Peter McCallister                    |
| Devin Ratray           | Buzz McCallister                     |
| Hillary Wolf           | Megan McCallister                    |
| Maureen Elisabeth Shay | Linnie McCallister                   |
| Michael C. Maronna     | Jeff McCallister                     |
| Gerry Bamman           | Uncle Frank McCallister              |
| Terrie Snell           | Aunt Leslie McCallister              |
| Jedidiah Cohen         | Rod McCallister                      |
| Senta Moses            | Tracy McCallister                    |
| Daiana Campeanu        | Sondra McCallister                   |
| Kieran Culkin          | Fuller McCallister                   |
| Dana Ivey              | Mrs. Stone                           |
| Tim Curry              | Mr. Hector, Conciërge Hotel          |
| Rob Schneider          | Cedric, Medewerker Hotel             |
| Eddie Bracken          | mr. Duncan, eigenaar speelgoedwinkel |

## Muziek

### Nummers
1. "All Alone on Christmas" (4:14) (Darlene Love)
2. "A Holly Jolly Christmas" (2:14) (Alan Jackson)
3. "Somewhere In My Memory" (3:58) (Bette Midler, gecomponeerd door John Williams, teksten door Leslie Bricusse)
4. "My Christmas Tree" (2:35) (Home Alone Children's Choir, gecomponeerd door Alan Menken, teksten door Jack Feldman)
5. "Sleigh Ride" (3:44) (TLC)
6. "Silver Bells" (4:15) (Atlantic Starr)
7. "Merry Christmas, Merry Christmas" (2:40) (John Williams)
8. "Christmas All Over Again" (4:15) (Tom Petty and the Heartbreakers) (alleen verschenen op het Home Alone Christmas-album)
9. "Jingle Bell Rock" (2:09) (Bobby Helms)
10. "It's the Most Wonderful Time of the Year" (2:33) (Andy Williams) (niet uitgebracht op het album)
11. "Cool Jerk (Christmas Mix)" (2:39) (The Capitols)
12. "It's Beginning to Look a Lot Like Christmas" (2:14) (Johnny Mathis)
13. "Christmas Star" (3:16) (John Williams)
14. "O Come All Ye Faithful" (3:26) (Lisa Fischer) (niet gebruikt in de film)

### Filmmuziek
Daarnaast werd een cd met fragmenten uit de score door John Williams uitgegeven in 1992.
1. Somewhere In My Memory 3:49
2. Home Alone 2:01
3. We Overslept Again 2:46
4. Christmas Star 3:18
5. Arrival In New York 1:41
6. Plaza Hotel And Duncan's Toy Store 3:45
7. Concierge And Race To The Room 2:04
8. Star Of Bethlehem 3:28
9. The Thieves Return 4:35
10. Appearance Of Pigeon Lady 3:19
11. Christmas At Carnegie Hall (O Come All Ye Faithful / O Little Town Of Bethlehem / Silent Night) (5:02)
12. Into The Park (3:49)
13. Haunted Brownstone (3:01)
14. Christmas Star And Preparing The Trap (4:17)
15. To The Plaza Presto (3:22)
16. Reunion At Rockefeller Center (2:36)
17. Kevin's Booby Traps (3:41)
18. Finale (3:55)
19. Merry Christmas, Merry Christmas (2:51)

### Bijzondere uitgave van album
Bij het tienjarig bestaan van de film werd Varese Sarabande uitgegeven als een uitgave met een speciaal album op twee cd's, met de eerder opgemerkte cues samen met extra composities die waren weggelaten uit de uiteindelijke film. 
De volledige tracklist is als volgt:

#### Cd 1
1. Home Alone (Main Title) (2:07)
2. This Year’s Wish (1:47)
3. We Overslept Again / Holiday Flight (3:19)
4. Separate Vacations* (1:58)
5. Arrival in New York** (2:59)
6. The Thieves Return (3:28)
7. Plaza Hotel (3:04)
8. Concierge (1:31)
9. Distant Goodnights (Christmas Star) (teksten door Leslie Bricusse) (2:05)
10. A Day in the City (:59)
11. Duncan’s Toy Store (2:41)
12. Turtle Doves (1:29)
13. To the Plaza, Presto (3:27)
14. Race to the Room / Hot Pursuit (4:08)
15. Haunted Brownstone (3:02)
16. Appearance of the Pigeon Lady (3:21)
17. Christmas at Carnegie Hall (5:15) O Come, All Ye Faithful / O Little Town of Bethlehem / Silent Night

#### Cd 2
1. Christmas Star – Preparing the Trap (teksten door Leslie Bricusse) (4:22)
2. Another Christmas in the Trenches (2:33)
3. Running Through Town (1:16)
4. Luring the Thieves* (4:02)
5. Kevin’s Booby Traps (7:23)
6. Down the Rope / Into the Park (5:06)
7. Reunion at Rockefeller Center / It’s Christmas (5:21)
8. Finale (2:00)
9. We Wish You a Merry Christmas (Traditional) and Merry Christmas, Merry Christmas (teksten door Leslie Bricusse) (2:51)
10. End Title (1:32)
11. Holiday Flight (alternate) (2:32)
12. Suite van “Angels with Filthy Souls II” (:56)
13. Somewhere in My Memory (teksten door Leslie Bricusse) (3:57)
14. Star of Bethlehem (teksten door Leslie Bricusse) (3:32)
15. Christmas Star (teksten door Leslie Bricusse) (3:23)
16. Merry Christmas, Merry Christmas (orkest) (2:23)

## Trivia
- Donald Trump komt voor in een scène in het hotel.
- Regisseur Chris Columbus heeft een cameo in de film samen met zijn dochter vlak voor de kassa van Duncan’s Toy Chest.